# Mikado (Spiel)

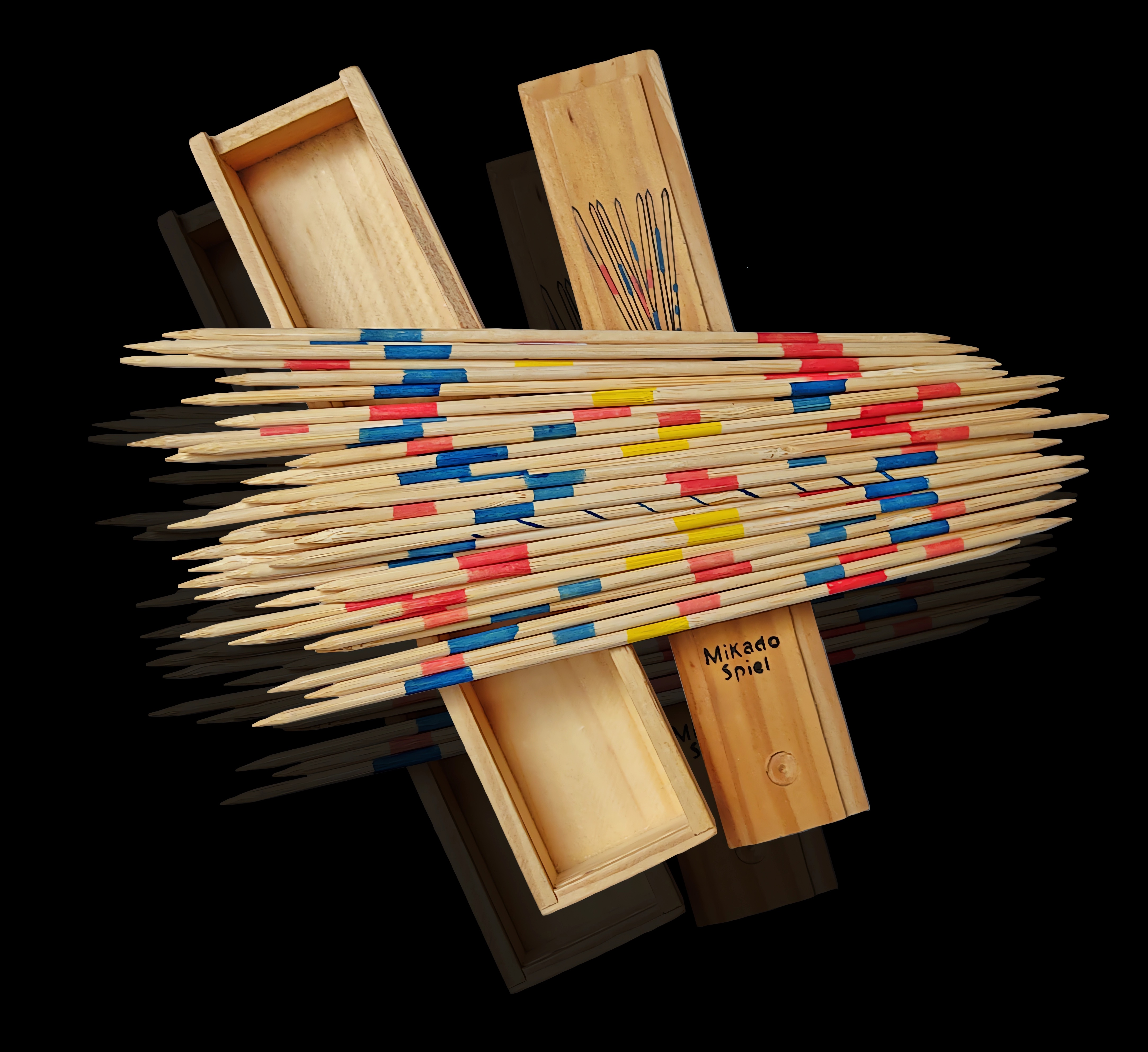
Mikado-Spiel mit Verpackung

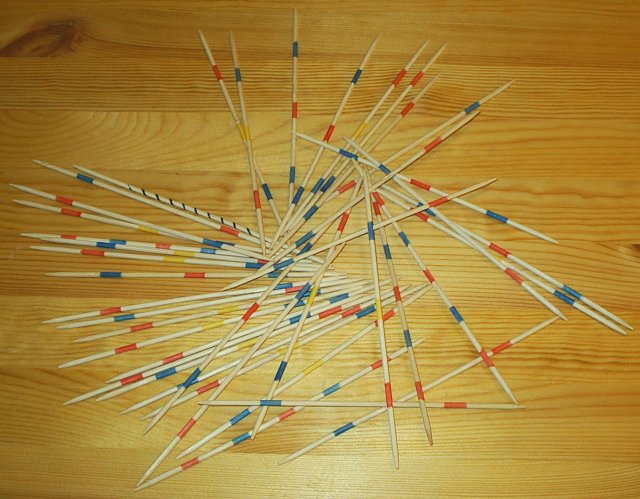
Mikado-Spiel nach dem „Wurf“

Mikado ist ein Geschicklichkeitsspiel, das in Europa entstand und angeblich schon unter den Römern bekannt gewesen sein soll (vgl. Spiel). Sein aus dem Japanischen stammender Name deutet allerdings an, dass es möglicherweise von ostasiatischen Orakeltechniken inspiriert wurde. Gespielt wird mit mehreren bunten Holzstäbchen, unter denen das wichtigste Mikado genannt wird.

## Name

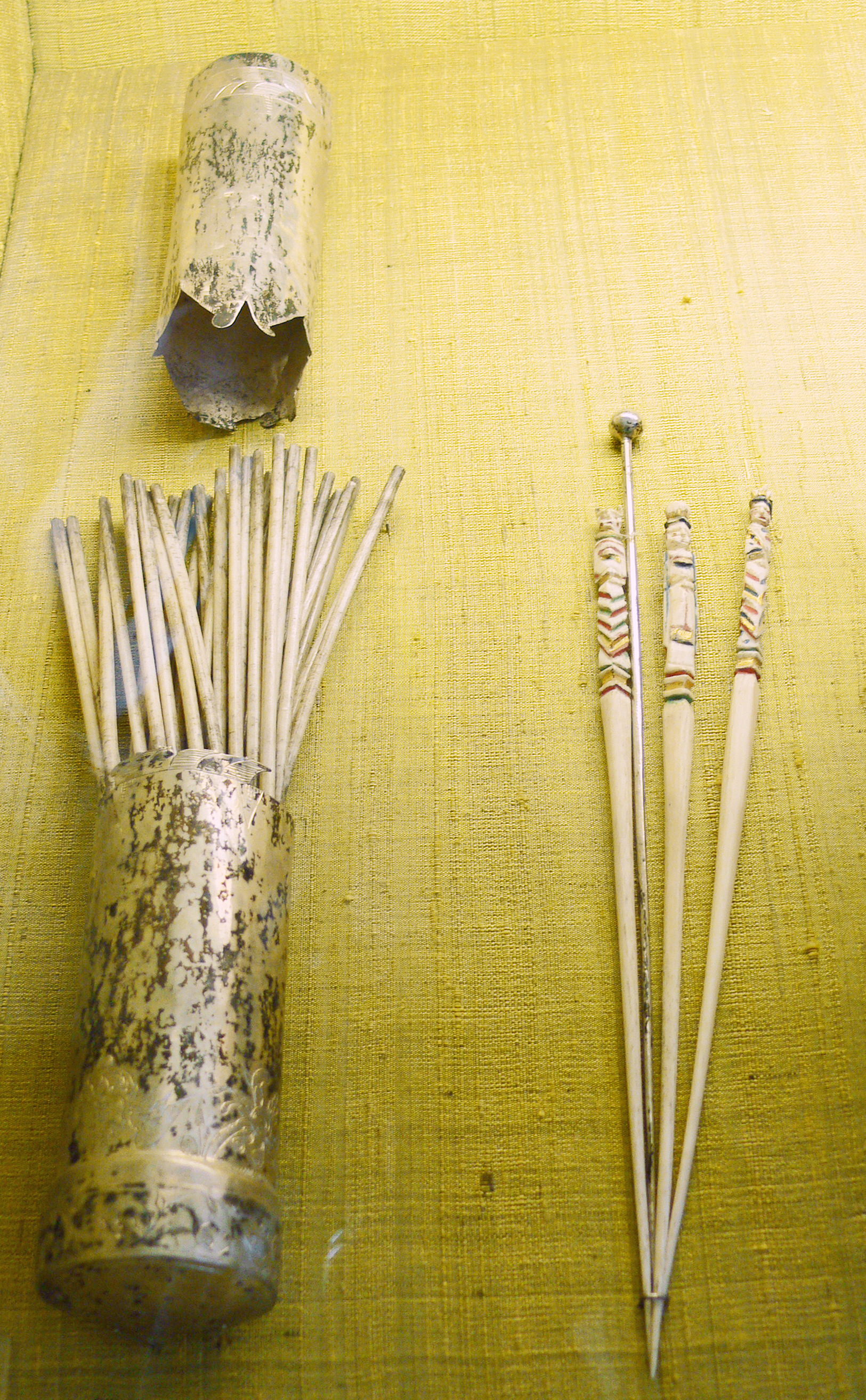
Mikado-Spiel aus dem frühen 17. Jahrhundert

Seinen Namen hat das Spiel von dem Stab mit dem höchsten Wert: Er ist blau gestreift und heißt Mikado, eigentlich eine veraltete Bezeichnung des japanischen Kaisers (Tennō). Die anderen Stäbe tragen Bezeichnungen wie Mandarin (= chinesischer Hofbeamter), Samurai (= japanischer Krieger) oder Kuli (= chinesischer Arbeiter).
Es gibt auch Hinweise auf einen Zusammenhang mit dem Haus Tsuchimikado. Dies ist eine Familie von japanischen Hofastrologen und Wahrsagern, die ursprünglich Abe hieß. Die Abe/Tsuchimikado waren auf chinesische Orakeltechniken spezialisiert, die unter anderem mit langen Stäben (Schafgarben-Orakel) durchgeführt wurden. Ähnliche Techniken fanden auch Eingang in den Buddhismus.
Andere Namen und Varianten:
- Spellicans (Großbritannien)
- Jonchets (Frankreich)
- Mikado, Kaiserspiel, Federspiel, Zitterwackel (Deutschland)
- Chien Tung (China)
- Mikado, pick-up sticks, spellicans, jackstraws (orig. jerk-straws) (USA)
- Spilikins/Spillikins (orig. Spelleken) (Kanada)
- Selahtikan Straws / Scattering Straws (Lenni-Lenape-Indianer)

## Regeln

### Bestandteile
Das übliche Mikadospiel besteht aus 41 Stäben (Mikadostäbchen, Mikadostäbe) von ca. 18 cm Länge und 3 mm Dicke. Die Enden der Stäbe sind zugespitzt. Die Stäbe sollten absolut gerade und gleich dick sein. In der Regel werden die Mikadostäbchen aus Holz gefertigt.
Die Stäbe haben farbige Kennzeichen, die verschiedenen Werten entsprechen:
| Name                                | Farbcode                                         | Wert | Anzahl |
| ----------------------------------- | ------------------------------------------------ | ---- | ------ |
| Mikado                              | dünne blaue Spirallinie (oder schwarze Streifen) | 20   | 1      |
| Mandarin                            | blau-rot-blau                                    | 10   | 5      |
| Bonzen (jap. bōzu ‚Priester‘→Bonze) | rot-blau-rot-blau-rot                            | 5    | 5      |
| Samurai                             | rot-gelb-blau (oder rot-grün-blau)               | 3    | 15     |
| Kuli (chin. für „Arbeiter“)         | rot-blau                                         | 2    | 15     |

Insgesamt gibt es also 170 Punkte.

### Spiel

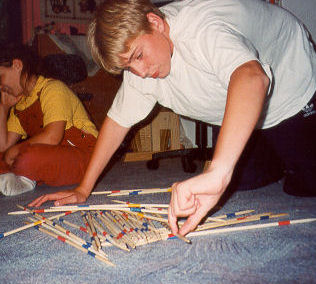
Mikado

Das Spiel wird auf einem Tisch oder auf glattem Boden gespielt.
Der erste Spieler stellt alle Stäbe gebündelt auf den Tisch und lässt sie umfallen.
Hier gibt es mindestens zwei Methoden:
1. Alle Stäbe mit einer Hand halten und loslassen
2. Stäbe mit zwei Händen halten, durch Verdrehen auffächern, dann fallen lassen

In jedem Fall liegen die Stäbe danach chaotisch übereinander auf dem Tisch.
Nun soll ein Stab nach dem anderen weggenommen werden, ohne dabei andere Stäbe zu bewegen.
Auch hier gibt es mehrere Techniken:
Per Hand:
- einfach nehmen („einsame“ Stäbe)
- vorsichtig wegrollen (mehrere Stäbe nebeneinander)
- herausziehen (freier Stab zwischen anderen)
- aufstellen, indem man auf das spitze Ende drückt (Stäbe, die nur mit einem Ende den Boden berühren)
- gleichzeitig beide Enden berühren und hochheben (aufliegender Stab)

Wer bereits im Besitz des Mikados (oder auch, bei vereinfachten Regeln, nur eines Mandarins) ist, darf auch diesen als „Helfer“ benutzen:
- Stab mit der Spitze wegrollen
- unter den Stab gehen und dann hochwerfen

Bewegt sich bei dem Versuch ein zweiter Stab (üblicherweise kommentiert mit „hat gewackelt“), wird abgebrochen. Die verbleibenden Stäbe werden eingesammelt, und der nächste Spieler ist an der Reihe.
Meistens wird so lange gespielt, bis alle Stäbe von Spielern genommen wurden.
Manchmal wird auch eine bestimmte Anzahl von Runden (z. B. fünf) gespielt, dann hat der Spieler gewonnen, der die meisten Punkte gesammelt hat. Bei Gleichstand zweier Spieler gewinnt der, der die meisten Stäbe besitzt, bei nochmaligem Gleichstand wird eine weitere Runde gespielt.

### Regelvarianten
- Ein „schlechter“ Wurf darf wiederholt werden
- Man darf aufstehen, aber nicht den eigenen Platz verlassen
- Der Stapel wird nicht neu gemischt, sondern der nächste Spieler macht weiter
- Wer das Wackeln verursacht, verliert seine erreichten Punkte. Man darf aber abbrechen und dem nächsten Spieler den „unmöglichen“ Zug überlassen
- Wer Kuli, Samurai, Bonzen und Mandarin in genau dieser Reihenfolge aufnehmen kann, erhält einen Bonus (z. B. doppelte Punktzahl)

Erlaubte Helfer:
- Mikado (traditionell)
- Mikado / Mandarin (vereinfacht)
- Mikado / Mandarin / Bonzen
- Mikado nur, wenn der Spieler auch einen Stab jeder anderen Art hat (Kuli, Samurai, Bonzen, Mandarin)
- Jeweils genau der passende Helfer; der Mikado muss also ohne Helfer aufgenommen werden
- Wer den falschen Stab als Helfer benutzt, verliert seine Punkte dieser Runde.

Der Stab, bei dem „es gewackelt hat“:
- geht noch an den Spieler
- wird herausgenommen
- wird sofort fallen gelassen

## Redensart
„Beamten-Mikado heißt: Wer sich zuerst bewegt, hat verloren.“ Diesen Scherz aus dem Programm einer der vier bedeutendsten Kabarettbühnen der DDR (Die Distel, Die Pfeffermühle (Leipzig), Academixer, Herkuleskeule) die 1987 beim „1. Nationalen Theaterfestival der DDR“ auftraten, machte das Nachrichtenmagazin Der Spiegel mit einem Artikel vom 9. Februar 1987 auch im Westen bekannt. Mikado ist seither zu einer Metapher für behördliche und politische Untätigkeit geworden.
Kurz vor der Bundestagswahl 2005 sagte der damalige nordrhein-westfälische Ministerpräsident Jürgen Rüttgers am 14. September im Fernsehprogramm N24: „Und von einer großen Koalition halte ich überhaupt nichts. Das wird ’ne Mikado-Koalition. Da sitzen sich zwei gegenüber. Und wer sich als erster bewegt, hat verloren.“ Unmittelbar nach der Wahl, die tatsächlich zu einer Koalitionsregierung von CDU/CSU und SPD führte, äußerte sich Jürgen Thumann, der damalige  Präsident des Bundesverbands der Deutschen Industrie (BDI) „aus Sicht der Industrie und Wirtschaft … bitter enttäuscht“ und im Übrigen genau wie Rüttgers: Eine große Koalition berge „das Risiko, dass es eine Mikadokoalition wird: Der erste, der sich bewegt, hat verloren.“ Die Wiener Zeitung titelte darauf am 20. September 2005: „Wirtschaft fürchtet Mikado-Effekt.“
In einer Pressemitteilung des Bundesumwelt-Ministeriums vom 7. Juli 2009 zum Klimaschutz ließ sich Sigmar Gabriel wie folgt vernehmen: „Die Weltgemeinschaft muss aufhören, Mikado zu spielen. Die Entwicklung in Deutschland zeigt doch: Es ist keineswegs so, dass derjenige verliert, der sich zuerst bewegt.“
Bei der Eröffnung der Euro Finance Week der Frankfurt School of Finance & Management am 15. November 2010 begründete der damalige Präsident der deutschen Bundesbank Axel A. Weber seine Forderung nach Reformen im deutschen Landesbankensektor so: „Ich glaube, dass insbesondere in diesem Bereich die Mikado-Strategie, die bislang angewandt worden ist, nicht zielführend ist.“

## Trivia
1975 war das Spiel Inhalt eines Liedes der Sängerin Simone Drexel, das sie auch selbst komponiert und getextet hatte. Es war der Beitrag der Schweiz zum Eurovision Song Contest 1975 und erreichte den 6. Platz.